# El Vendrell

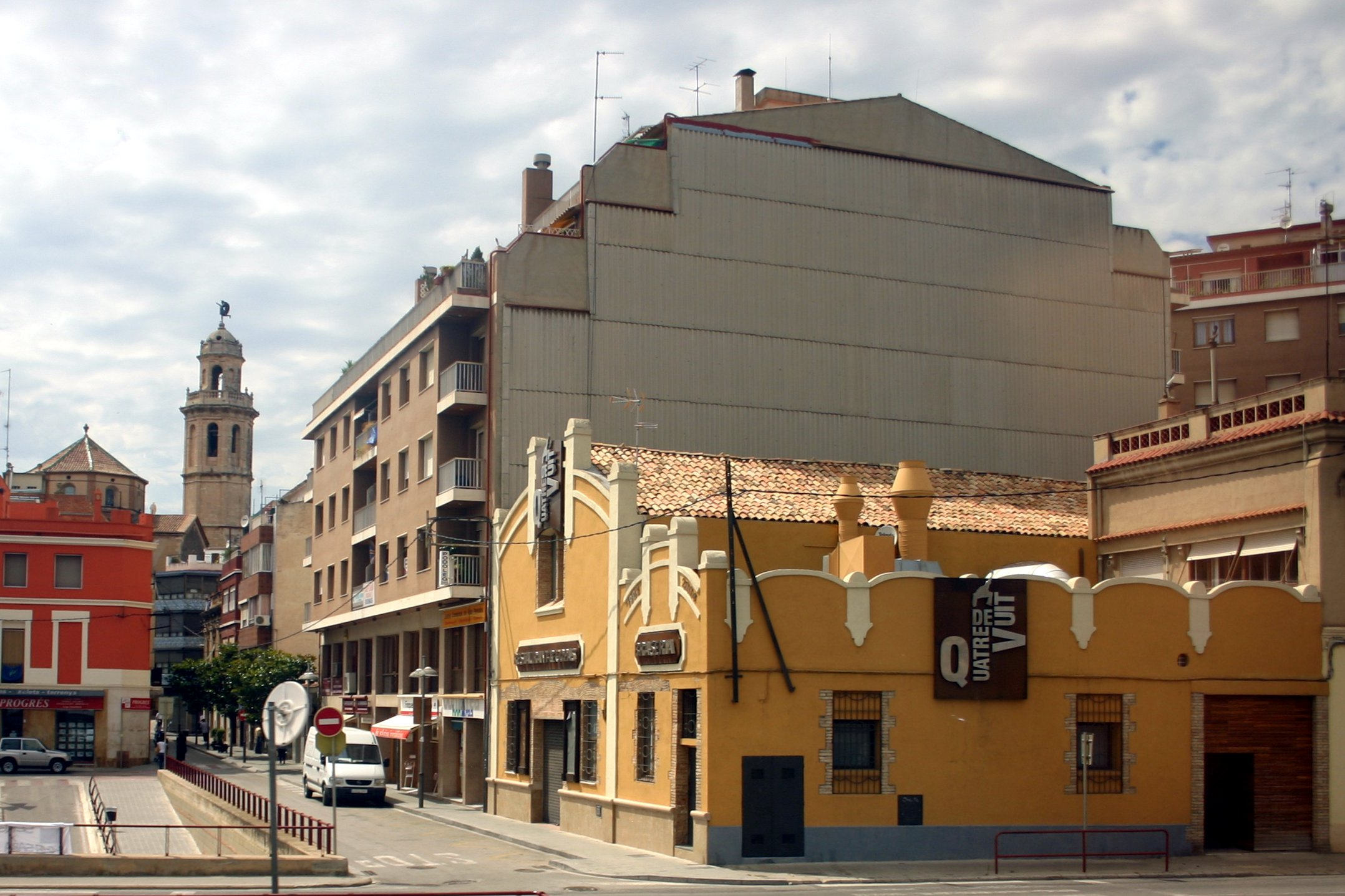
Vendrell.

El Vendrell là một đô thị thuộc tỉnh Tarragona trong cộng đồng tự trị Catalonia, phía bắc Tây Ban Nha. Đô thị này có diện tích là 36,82 ki-lô-mét vuông, dân số năm 2009 là 35.821 người với mật độ 972,87 người/km². Đô thị này có cự ly 27 km so với Tarragona và 56 km so với Barcelona.